# Ada Ogún

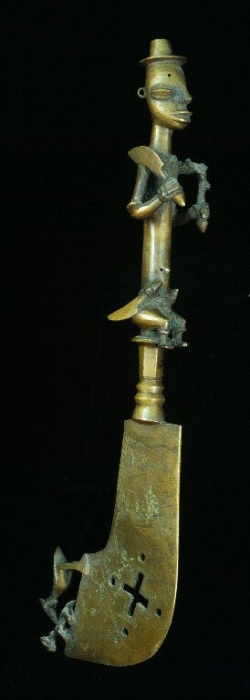
Beispiel aus dem Tropenmuseum

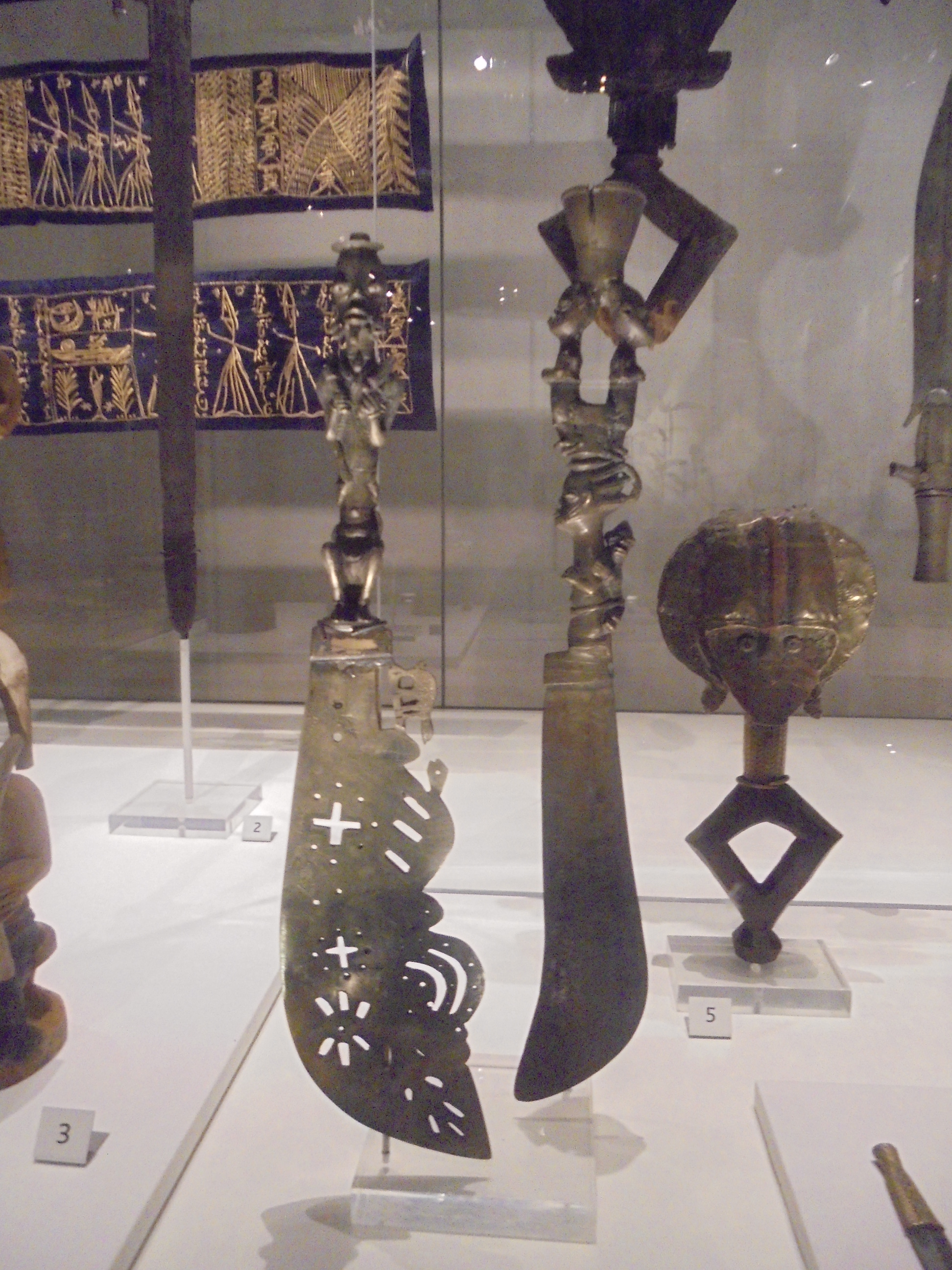
Zwei Beispiele aus dem British Museum

Das Ada Ogún (Ogun-Kurzschwert) ist eine Zeremonialwaffe der Yoruba aus dem Südwesten Nigerias. Diese Waffe wird im Zusammenhang mit dem Ogún-Kult verwendet. Es besteht eine Ähnlichkeit zu dem Hwi der benachbarten Fon. Die Klingen sind aus Messing, Bronze oder Eisen gefertigt und sind vielfach mit Durchbrechungen verziert. Der Griff ist in der Regel mit menschlichen Darstellungen z. B. einem Kopf verziert. Die Griffstücke werden mittels afrikanischem Gelbguss hergestellt.